# Кнау
Кнау (нем. Knau) — община в Германии, в земле Тюрингия. 
Входит в состав района Заале-Орла. Подчиняется управлению Зеенплатте.  Население составляет 654 человека (на 31 декабря 2010 года). Занимает площадь 12,71 км².